# Tramvia o Ferrocarril Econòmic de Manresa a Berga
Tramvia o Ferrocarril Econòmic de Manresa a Berga (originalment en castellà, Tranvía o Ferrocarril Económico de Manresa a Berga) era la societat, creada el 1881, que va construir i explotar la Línia Manresa-Berga-Guardiola de via estreta, també coneguda popularment com a carrilet Manresa-Berga o el carrilet, que va circular entre Manresa i la colònia Rosal a Olvan primer (1885), i fins a Guardiola de Berguedà més tard (1904), i que va deixar de circular entre 1972 i 1973. Els promotors i principals accionistes d'aquesta societat foren els industrials de l'alt Llobregat, principalment els amos de les colònies tèxtils del Bages i Berguedà.

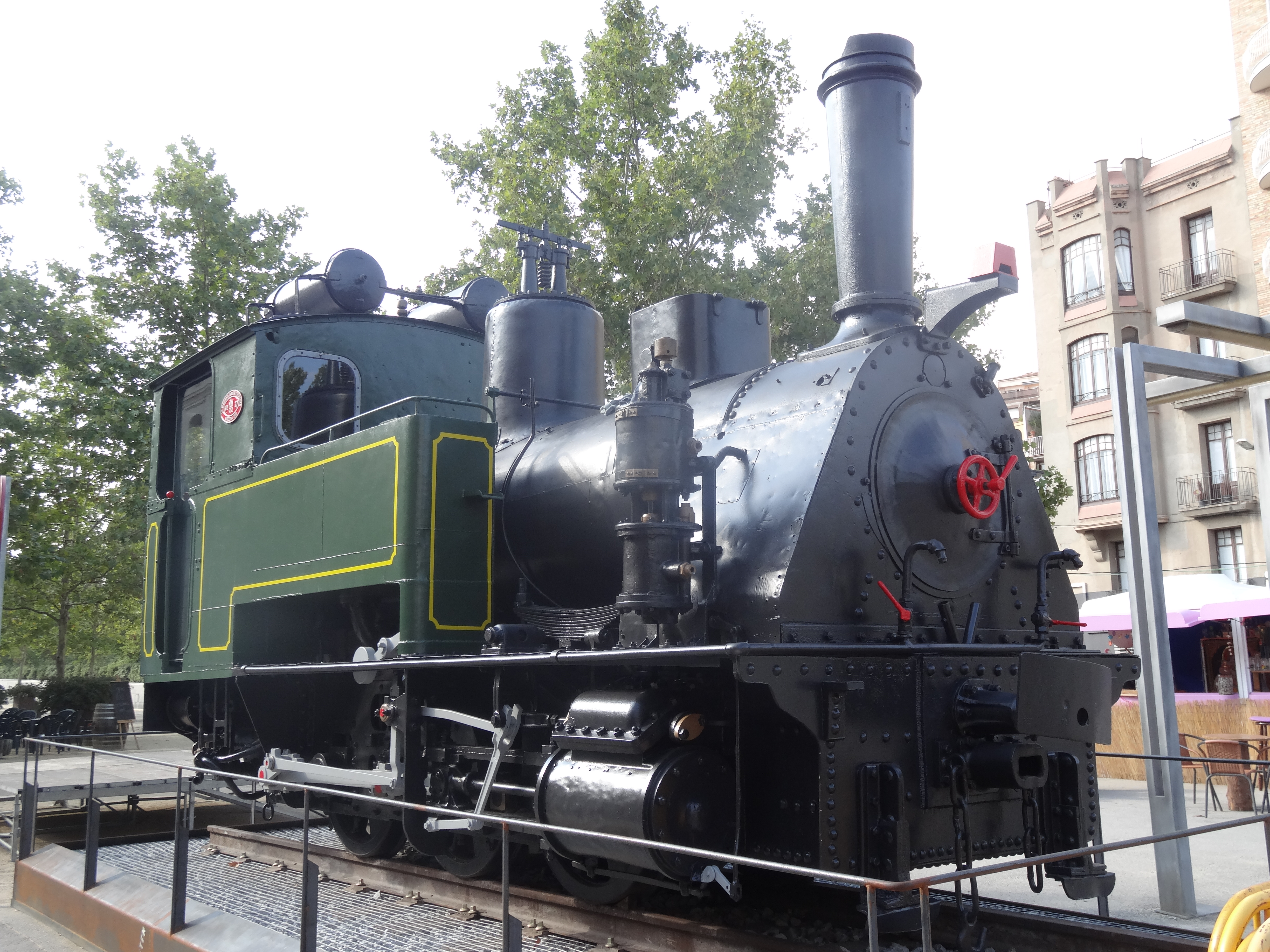
Locomotora Balsareny (actualment exposada a Igualada) una de les màquines de vapor que va utilitzar la línia

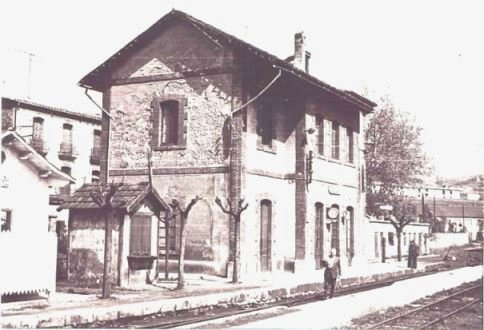
Antiga Estació de Cal Rosal (Olvan)

El ferrocarril va solucionar i abaratir els problemes de transport de primeres matèries (cotó) i producte manufacturat (teixit) de les colònies tèxtils. A partir de 1904, en connectar amb la zona minera i del ciment de l'alt Berguedà, va esdevenir també el mitjà de transport per al carbó de les mines de Fígols, el ciment de la fàbrica Asland de Castellar de n'Hug i la fusta generat en aquesta zona, alhora que abaratia el cost del carbó del Berguedà que les fàbriques tèxtils consumien quan el cabal del riu no abastava a produir l'energia necessària per a la maquinària. En el seu plantejament com a tramvia també va constituir el principal mitjà de transports de passatgers en una època en què mancaven alternatives, i en una zona que encara avui està infradotada de mitjans de transport públics.

## Història
Tot i que s'havien presentat diversos projectes anteriors per obrir una línia de tren partint de Manresa seguint el curs del Llobregat cap al nord, la línia va néixer del projecte presentat a Corts el 7 de desembre de 1879 pel diputat provincial Marià Puig i Valls, amb ample de via de 750 mm i un pressupost d'1.500.000 pessetes, i que va ser aprovat el 25 d'abril de 1880. La subhasta de la concessió fou celebrada el 25 d'abril de 1881, i s'atorgava al Sr. Marià Puig i Valls, la concessió seria per a 60 anys i les obres havien de començar al cap de tres mesos i estar acabades al cap de dos anys.
El nom que va prendre la societat a la qual es va atorgar l'explotació de la línia fèrria era Tranvía o Ferrocarril Económico de Manresa a Berga (TFEMB). Just al cap d'un mes es van reunir els accionistes que van escollir els membres del Consell d'Administració: Pau Sedó, Antoni Rosal, Baltasar de Bacardí, Josep Pons, Manuel Roig, Jaume Soldevila, Marià Regordosa, Pere Badia, Victorià Feliu, Agustí Rosal, Josep Monegal i Antoni Pons. Es nomenà Marià Puig i Vall, autor del projecte i director general de la societat, el qual assumí el compromís de construir la via en el termini de dos anys.
El Consell d'Administració, fins al traspàs de la línia a la companyia dels Catalans l'any 1919, era controlat pels grans industrials cotoners de les colònies del Llobregat, especialment pels Pons (colònia Pons) i els Rosal (colònia Rosal). També eren accionistes els propietaris de colònies tèxtils com els germans Soldevila (colònia Soldevila de Balsareny), Antoni Teixidor i Bassacs (cal Bassacs), Josep Monegal i Nogués (l'Ametlla de Casserres), els germans Viladomiu (Viladomiu Vell), Pau Sedó (Colònia Sedó) i una llarga llista d'amos de fàbriques de riu, tals com les de Sallent o el Pont de Vilomara. Marià Puig i Valls, autor del projecte va ser nomenat director general de la societat.
El 4 de juliol de 1919 es fusiona l'empresa Tranvía o Ferrocarril económico de Manresa a Berga amb la Companyia General dels Ferrocarrils Catalans (CGFC) juntament amb els Camins de Ferro del Nord-est d'Espanya (entre Martorell i Barcelona) i el Ferrocarril Central Català (entre Martorell i Igualada). La CGFC la formaren, però, el FC Central Català i els Camins de Ferro del Nord-est, per integració mútua de les dues societats. Amb el Tranvía o Ferrocarril Económico de Manresa a Berga, que no desaparegué, hi signaren un acord d'explotació conjunta. El 17 de maig de 1946 caducà la concessió de la línia Manresa-Olvan, que passà a ser explotada per la Jefatura de Explotación de Ferrocarriles por el Estado.
El servei ferroviari entre Manresa i Guardiola de Berguedà es va tancar entre 1972 i 1973. La crisi, la millora del transport per carretera i la generalització dels vehicles particulars van fer que el servei deixés de ser rendible i necessari. La construcció de l'Embassament de la Baells, que afectava de ple al traçat de la línia, va servir com a motiu perquè el 2 de maig de 1972 circulés l'últim servei entre les estacions de Guardiola de Berguedà i Olvan-Berga. L'últim trajecte de passatgers entre Olvan-Berga i Manresa es va el 30 de juny de 1973 i només va restar des d'aleshores en servei per a mercaderies el tram entre Manresa i Sallent per al transport de sals potàssiques.

## Locomotores
Les quatre primeres locomotores que va comprar la companyia l'any 1883 eren alemanyes, de la firma Lokomotivfabrik Krauss & Co. de Múnic, i foren batejades amb els noms de Manresa, Berga, Sallent i Sampedor. L'any 1888 la companyia encarregà a la mateixa empresa un prototipus nou, les Berga. Les primeres locomotores Berga foren fabricades per la mateixa empresa alemanya entre 1887 i 1890. En ampliar-se la línia ferroviària amb el tram Olvan-Guardiola, l'empresa ferroviària va encarregar més locomotores a la societat barcelonina Navegación e Industria, que es van fabricar als tallers de Nuevo Vulcano amb llicència de l'empresa alemanya. Entre 1902 i 1911 es van posar en circulació onze noves locomotores construïdes per La Maquinista Terrestre y Marítima de Barcelona.
Les màquines de vapor van continuar circulant fins als anys cinquanta, quan la línia ja havia passat a l'Explotación de Ferrocarriles por el Estado (EFE), i aleshores foren substituïdes per les noves locomotores dièsel. Només restà en funcionament fins a l'any 1969 la locomotora “Berga” número 34, llogada a Carbones de Berga, S. A. Les màquines dièsel van suposar una millora pel que fa tant a la reducció de la duració del trajecte com a la disminució de les avaries.

## Anècdotes
Quan el 1908 el Rei Alfons XIII va visitar la comarca del Berguedà, va viatjar en un vagó especial, propietat de Josep Pons i Enrich, l'amo de la colònia Pons. Aquest vagó es deixava en una via morta de l'Estació mentre ell no el necessitava. Aquest fet ens fa veure clarament la gran importància que tenia el personatge dintre de la Companyia del ferrocarril.